# Jakub Grigar
Jakub Grigar (* 27. dubna 1997 Liptovský Mikuláš) je slovenský vodní slalomář, který soutěží v kategorii K1 (singl kajak). Jeho největším úspěchem je zisk stříbrné medaile v závodě olympijských her v Tokiu 2020. Na světovém šampionátu v Londýně roku 2015 získal týmové stříbro. Velkých úspěchů dosahoval v kategorii do 23 let, kde je dvojnásobným mistrem světa (2016, 2017) a mistrem Evropy (2019). K jeho mentorům patřili Elena Kaliská a Michal Martikán.